# Хоруженко, Никифор Гордеевич
Никифор Гордеевич Хоруженко (15 июня 1896 года, село Николаевка, Павлоградский уезд, Екатеринославская губерния, ныне Петропавловский район, Днепропетровская область — 1 декабря 1966 года, Москва) — советский военный деятель, генерал-лейтенант (29 июля 1944 года).

## Начальная биография
Никифор Гордеевич Хоруженко родился 15 июня 1896 года в селе Николаевка Павлоградского уезда Екатеринославской губернии, ныне Петропавловского района Днепропетровской области.

## Военная служба

### Первая мировая и гражданская войны
В августе 1915 года призван в ряды Русской императорской армии и направлен рядовым в 8-й запасной кавалерийский полк, дислоцированный в Георгиеве (Херсонская губерния). В сентябре 1916 года там же окончил учебную команду при этом же полку и в ноябре в чине младшего унтер-офицера с маршевым эскадроном направлен в состав 12-го Уланского Белгородского полка (Румынский фронт), после чего принимал участие в боевых действиях в Галиции. В июле 1917 года Хоруженко был ранен и направлен на лечение в госпиталь, дислоцированный в Павлограде. В сентябре того же года в чине старшего унтер-офицера был демобилизован из рядов армии.
В марте 1918 года вступил в состав 1-го Павлоградского партизанского отряда, после чего рядовым и командиром разведки принимал участие в боевых действиях против войск под командованием А. И. Деникина в районах Павлограда и станции Лозовая. В феврале 1919 года партизанский отряд был включён в состав 6-го Заднепровского полка (Крымская Красная Армия), а Хоруженко назначен на должность помощника начальника разведки полка, после чего принимал в боевых действиях против войск под командованием генерала А. И. Деникина на Керченском полуострове, а также в подавлении восстания под руководством Н. А. Григорьева на юге Украины. После расформирования Крымской Красной армии Хоруженко был направлен на учёбу на 1-е Казанские кавалерийские курсы комсостава, после окончания которых направлен в 1-й кавалерийский полк (Южный фронт), после чего находясь на должностях командира взвода, роты и эскадрона, участвовал в боях против войск генералов А. И. Деникина и П. Н. Врангеля при освобождении Крыма у Чонгарского моста, а также в районах Джанкоя и на Керченском полуострове, под Каховкой и при штурме Перекопа. Осенью 1920 года 1-й кавалерийский полк был включён в состав 9-й кавалерийской дивизии с переименованием в 49-й кавалерийский полк.

### Межвоенное время
В январе 1923 года Хоруженко назначен на должность помощника командира 50-го кавалерийского полка в составе 9-й кавалерийской дивизии.
С октября 1925 по сентябрь 1926 года учился на кавалерийских курсах усовершенствования командного состава РККА в Новочеркасске, а с сентября 1930 года — на курсах партийно-политической подготовки командиров-единоначальников при Военно-политической академии РККА, после окончания которых в марте 1931 года назначен на должность командира 50-го кавалерийского полка.
С ноября 1934 по январь 1936 года Хоруженко находился в спецкомандировке. В апреле 1936 года назначен на должность командира и военкома 68-го кавалерийского полка (10-я казачья дивизия), в сентябре 1937 года — на должность командира 13-й казачьей Донской дивизии (Северокавказский военный округ), а с августа 1938 года исполнял должность командира 3-й отдельной кавалерийской бригады.
В июне 1939 года направлен на кавалерийские курсы усовершенствования командного состава РККА в Новочеркасске, где назначен на должность преподавателя тактики, а в апреле 1940 года — на должность начальника среднего курса командиров сабельных эскадронов. 16 июля 1940 года служил на должности командира 129-й стрелковой дивизии, но в октябре вернулся на Новочеркасские кавалерийские курсы на прежнюю должность.
В январе 1941 года направлен на учёбу на курсы усовершенствования начальствующего состава при Академии Генштаба РККА, после окончания которых в марте того же года назначен на должность командира формировавшейся 220-й моторизованной дивизии (26-й механизированный корпус, 19-я армия).

### Великая Отечественная война
С началом войны находился на прежней должности.
В начале июля дивизия под командованием Хоруженко была направлена на Западный фронт, после чего принимала участие в боевых действиях за Витебск, а затем на смоленском направлении. Во время Смоленском сражении 21 июля дивизия была преобразована в 220-ю стрелковую дивизию, которая с августа по октябрь принимала в оборонительных боевых действиях на дальних подступах к Москве, а с ноября — в Калининской оборонительной и наступательной и Ржевско-Вяземской наступательной операциях. В январе 1942 года назначен на должность заместителя командующего войсками по тылу — начальника управления тыла 30-й армии.
В конце 1942 года направлен на учёбу на ускоренный курс при Высшей военной академии имени К. Е. Ворошилова, который окончил в марте 1943 года. В апреле того же года назначен на должность командира 15-го гвардейского стрелкового корпуса, который вскоре принимал участие в боевых действиях в ходе Смоленской, Режицко-Двинской и Рижской наступательных операций, а также при освобождении городов Ельня, Смоленск, Опочка и Рига. За образцовое выполнение заданий командования в этих операциях и проявленные при этом мужество и героизм Никифор Гордеевич Хоруженко награждён орденом Суворова 2 степени, а также ему было присвоено воинское звание «генерал-лейтенант».
2 ноября 1944 года был тяжело ранен и госпитализирован. После выздоровления Хоруженко в январе 1945 года вновь был назначен на должность командира 15-го гвардейского стрелкового корпуса, который принимал участие в боевых действиях против курляндской группировки противника.

### Послевоенная карьера
После окончания войны находился на прежней должности.
В августе 1945 года назначен на должность командира 13-го гвардейского стрелкового корпуса (Смоленский военный округ).
28 сентября 1946 года вышел в запас.
Умер 1 декабря 1966 года в Москве. Похоронен на Введенском кладбище (21 уч.).

## Награды
- Орден Ленина;
- Три ордена Красного Знамени;
- Два ордена Суворова 2 степени;
- Орден Кутузова 2 степени;
- Медали.

## Воинские звания
- Комбриг (22 февраля 1938 года);
- Генерал-майор (4 июня 1940 года);
- Генерал-лейтенант (29 июля 1944 года).